# Hugo III van Bar

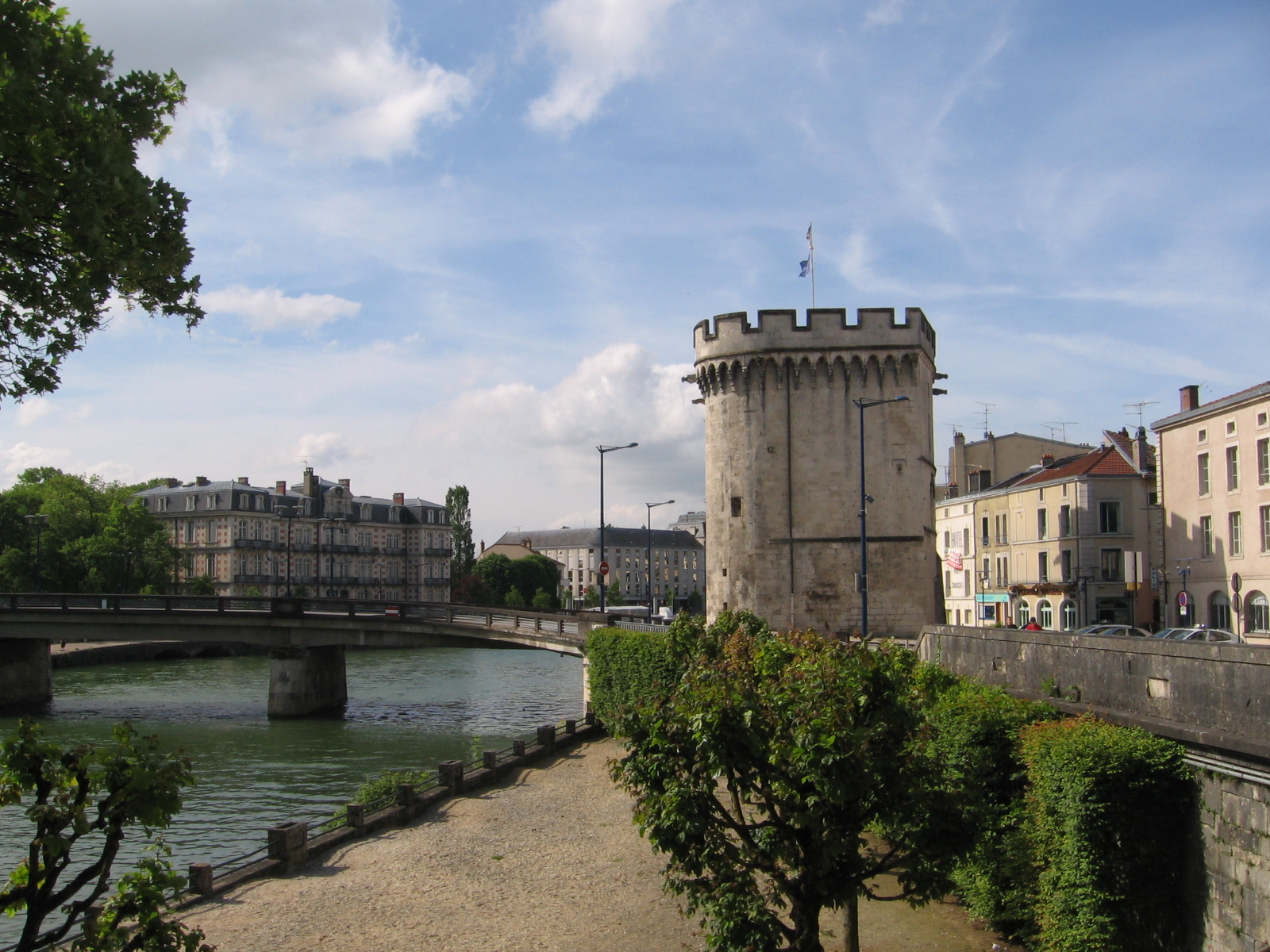
Voormalige stadspoort van Verdun aan de Maas

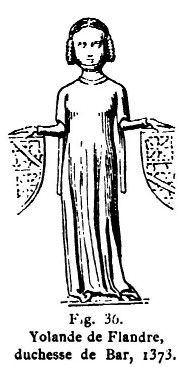
Yolande van Dampierre, regentes van het graafschap Bar

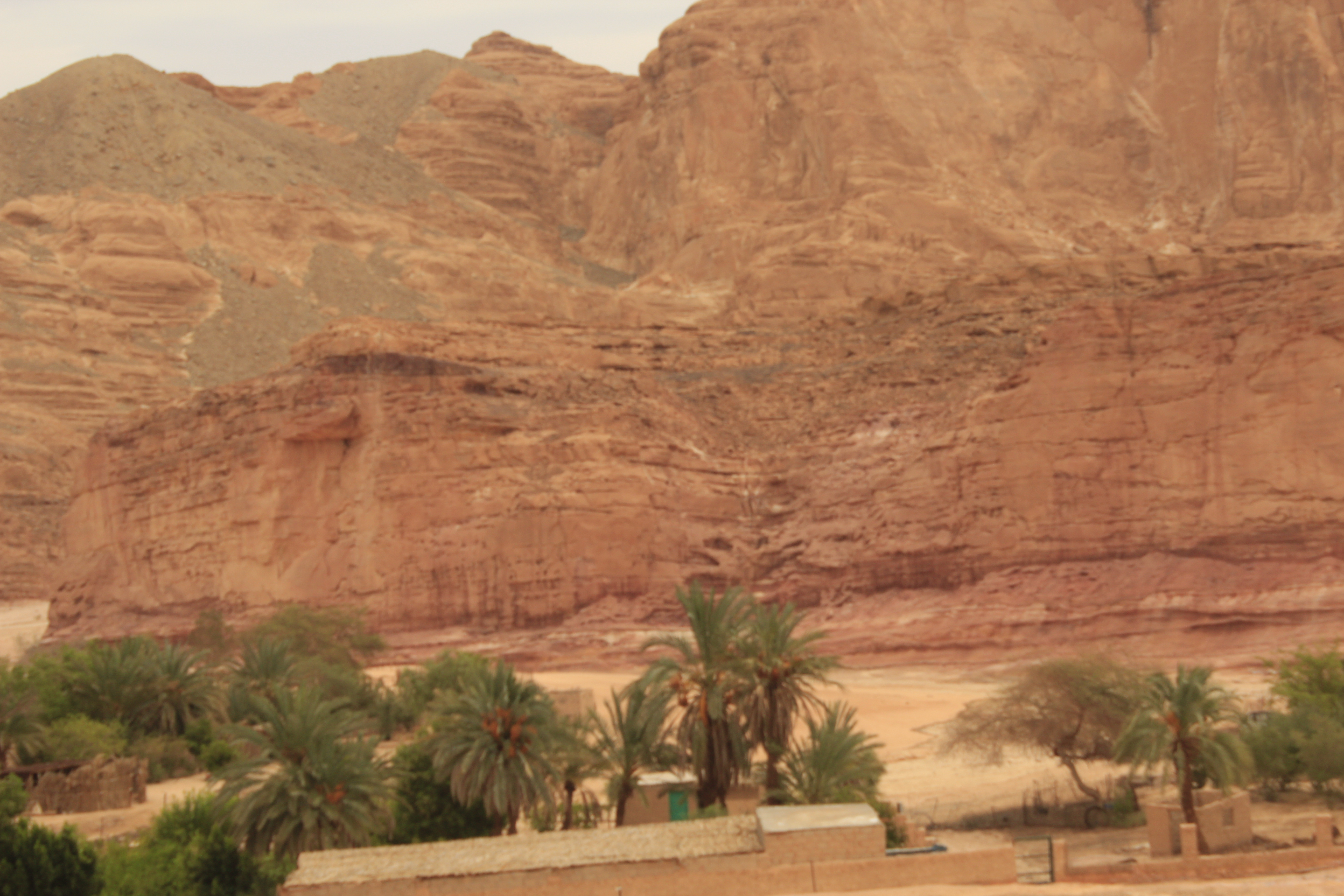
Sinaiwoestijn, waar bisschop Hugo stierf.

Hugo III van Bar (graafschap Bar 1318 – Sinaiwoestijn 1361) was prins-bisschop van Verdun van 1352 tot zijn dood in 1361. Hij voerde een machtsstrijd met zijn familielid Yolande van Dampierre, regentes van Bar die aanvankelijk zijn medestander was.

## Levensloop
Hugo was een kleinzoon van Theobald II, graaf van Bar. Hugo was de 2e zoon van Peter van Bar, heer van Pierrefort, en Johanna van Vienne. Vanaf zijn jeugdjaren was Hugo bestemd voor een kerkelijke carrière. Hij trad aan jonge leeftijd aan als kanunnik in het kapittel van de kathedraal van Verdun. In 1351 verkoos het kapittel hem tot bisschop van Verdun en in 1352 werd hij tot bisschop gewijd.
De clerus van het bisdom verwachtte veel van Hugo. Hij stamde immers af van een machtige familie uit het naburige graafschap Bar. De clerus verwachtte steun vanuit Bar in de machtsstrijd om de stad Verdun, waar de burgerij zich roerde. Bisschop Hugo bestelde alvast troepen bij Yolande, de energieke gravin van Bar. Zij was als lid van het Huis Scarpone verwant aan Hugo en trad als regentes op in naam van de minderjarige graaf Eduard II. Ook bij Wenceslaus I, hertog van Luxemburg, verkreeg bisschop Hugo troepen. De burgers van Verdun hadden anderzijds niet voldoende geld om troepen te verzamelen. De burgers startten in het geheim onderhandelingen met bisschop Hugo. Tot hun verbazing kwam het snel tot een akkoord met de bisschop (1353). De stad verkreeg het recht tot zelfbestuur, het recht tot benoeming van rechters en tot inning van de taksen. 
Regentes Yolande en hertog Wenceslaus I waren woest op bisschop Hugo. Zij eisten schadeloosstelling voor alle kosten die zij hadden gemaakt om troepen voor hem te lichten. Bisschop Hugo kwam in geldnood. Hij moest grote geldsommen lenen bij zijn oudere broer, Hendrik van Bar, heer van Pierrefort. 
Hugo bouwde zijn machtsbasis uit in het prinsbisdom Verdun. Hij kreeg belangrijke steun van keizer Karel IV van het Rooms-Duitse Rijk en paus Innocentius VI. Hugo werd hersteld in al zijn rechten als graaf (of prins) van Verdun, want de keizer schafte de rechten van de burgers van Verdun af. Dit wordt ook wel de Gouden Bul van Verdun genoemd, naar analogie met de belangrijke Gouden Bul van Karel IV geldig voor het hele Rooms-Duitse Rijk (1356). Omwille van de machtsontplooiing van Hugo in het prinsbisdom Verdun, verbrak regentes Yolande onmiddellijk alle contact met Hugo. Zij zon op wraak omdat zij naast de macht in Verdun greep. 
Yolande verklaarde de oorlog aan het prinsbisdom Verdun. Yolande regeerde op dat moment in naam van haar 2e minderjarige zoon Robert I van Bar. Hertog Wenceslaus I voegde zich bij het leger van Yolande en zij vielen samen het prinsbisdom Verdun binnen. Ze plunderden dorpen en richtten vernielingen in de velden aan de Maas aan. Bisschop Hugo kocht zich bondgenootschappen, onder meer met Hendrik van Saarbrücken. Zelfs de burgers van de stad Verdun allieerden zich met hun bisschop. Verhalen deden de ronde dat regentes Yolande priesters in drinkwaterputten van Clermont-en-Argonne had gesmeten. Yolande was alleszins van plan de clerus en de bisschop van Verdun te straffen. Clermont-en-Argonne kende eeuwen later nog de zogenaamde priesterput, als herinnering aan dit verhaal. De dreiging van Hugo om Yolande in de ban van de kerk te slaan, haalde niets uit. Uiteindelijk kwam het tot een vredesverdrag tussen de beide familieleden, bisschop Hugo III van Bar en regentes Yolande van Bar (1359). Hugo betaalde Yolande met belangrijke sommen gouden munten en met stukken grondgebied. Hugo moest opnieuw geld lenen en deed dit ditmaal bij de burgers van Verdun.
Bisschop Hugo geraakte verpauperd. Hij verkoos op pelgrimstocht te gaan naar het Heilig Land (1361). Hij schreef zijn testament voor hij vertrok. Al zijn bezittingen waren voor broer Hendrik en niets voor de stad Verdun. Naar verluidt reisde Hugo verder door, na zijn tocht in het Heilig Land, naar de Sinaiwoestijn. Hij stierf daar in het jaar 1361.